# Lee Harris
Lee Harris (nacido como Lee Joel Harris, el 22 de octubre de 1972 en Londres, Reino Unido) es un músico británico. conocido por ser el guitarrista de la banda Nick Mason's Saucerful of Secrets.

## Reseña biográfica
Sus padres le criaron escuchando mucho de lo que ahora vemos como bandas de rock clásico, como The Who, Rolling Stones, Santana, Allman Brothers, Deep Purple, Joe Walsh, Joe Cocker, ZZ Top y, por supuesto, Pink Floyd. Cogió una guitarra porque se metio en Eric Clapton y, a través de él, se convirtió en un purista del blues a la edad de 13 años.

## Biografía
Tocó en una variedad de bandas en Londres desde sus veinte años hasta finales de los noventa, cuando su amigo Billy Freedom le invitó a tocar con uno de los héroes de su infancia: el bajista Norman Watt-Roy de Ian Dury and the Blockheads. Terminó siendo su webmaster, agente, co-manager y tocando la guitarra con ellos esporádicamente como miembro de gira durante un período de 12 años.

## Creación Nick Mason's Saucerful of Secrets
Su padre es director de fotografía y trabajó con Storm Thorgerson en algunos proyectos de Pink Floyd, el más famoso es el video de High Hopes. Fue en una exposición del trabajo de Storm que conoció al Guy Pratt y se hicieron amigos cercanos. Le pidió que ocupara el lugar de Norman en The Blockheads en un festival, que es cuando tocaron juntos por primera vez.
En el verano de 2015, vio a David Gilmour tocando en Orange, así que llamó a Guy y se reunió con él en el show. Después del concierto se dio cuenta de lo mucho que extrañaba tocar, así que cuando llegó a su casa sacó su Stratocaster y comenzó a tocar mucha música de Pink Floyd, tal como lo había hecho cuando era adolescente. Al año siguiente volvieron David Gilmour volvió a tocar en Francia y Guy le invitó al anfiteatro de Nîmes.
Mientras veía el concierto, pensaba en lo mucho que le encantaría tocar música de Floyd con Guy. Mientras veía a David tocar muchos de sus famosos solos, se dio cuenta de que la mejor manera de interesar a Guy tocando con él no sería pedirle que tocara estas canciones. Empezó a pensar en Nick Mason y probablemente porque estaban en un antiguo anfiteatro similar a Pompeya, la era temprana de Floyd, tal vez si estaría interesado en tocar esos tempranos temas con ellos. Le contó a Guy su idea y pensó que era genial, así que se acercó a Nick.
El momento fue fortuito ya que la caja de Pink Floyd The Early Years estaba a 4 meses de ponerse a la venta y Nick Mason también estaba muy ocupado coordinando su exposición sobre Pink Floyd, por lo que estaba rodeado de su pasado y tenía que hablar de ello, en lugar de ser musical.
Organizaron una reunión en febrero de 2017 en la que Nick y Guy propusieron a Gary Kemp y Dom Beken para completar la banda. Debido a otros compromisos, tomó hasta noviembre de ese año para que los cinco estuviéramos juntos en una habitación.

## Discografía
·Nick Mason's Saucerful of Secrets Live at The Roundhouse